# OTVニュース6:30
『OTVニュース6:30』（オーティーブイニュースろくさんまる）は、1981年4月6日から1984年9月28日まで沖縄テレビで月曜日 - 金曜日 18:30 - 19:00に放送されていた沖縄県向けのローカルワイドニュース番組である。

## 概要
沖縄テレビが『FNNニュースレポート6:30』のネットを打ち切って開始した自社製作番組である。番組がスタートしたのは1981年4月6日であるが、新聞のテレビ欄においては『ニュースレポート6:30』をネット受けしていた時期から「OTVニュース（実際にはNと表記）6:30」との表記があった。
番組放送当時は先島諸島（宮古島・石垣島）に中継局が無く、沖縄テレビの直接受信ができなかったため、これらのエリアでは宮古テレビと石垣ケーブルテレビの自主制作チャンネルを通じて録画放送されていた（放送日は翌日）。この処置は後継番組、さらには琉球放送の番組を含め、1993年12月に同諸島に中継局が出来るまで取られ続けていた。
この番組が開始した、沖縄県の河川や環境問題について問う教養取材特集「河川シリーズ」は、後継番組においても「河川・環境シリーズ」と題して続けられており、2011年には開始30周年を、2012年には1300回を迎えた。

## キャスター
- 島袋秀光、前原信一